# كزان (حزم العدين)

تعديل مصدري - تعديل

كزان محلة تابعة لقرية الجبل، التابعة لعزلة الابعون بمديرية حزم العدين إحدى مديريات محافظة إب في الجمهورية اليمنية، بلغ تعداد سكانها 58 حسب تعداد اليمن لعام 2004.